# Павловичі (Сім'ятицький повіт)
Павловичі (Павловіче, пол. Pawłowicze) — село в Польщі, у гміні Мельник Сім'ятицького повіту Підляського воєводства. Населення — 185 осіб (2011).

## Історія
Вперше згадується 1616 року як власність Матиса Павловича. Тоді в Павловичах діяв тартак і млин з фолюшем.
У 1975—1998 роках село належало до Білостоцького воєводства.

## Демографія
Демографічна структура станом на 31 березня 2011 року:
|          | Загалом | Допрацездатний вік | Працездатний вік | Постпрацездатний вік |
| -------- | ------- | ------------------ | ---------------- | -------------------- |
| Чоловіки | 92      | 15                 | 58               | 19                   |
| Жінки    | 93      | 17                 | 45               | 31                   |
| Разом    | 185     | 32                 | 103              | 50                   |